# Lincoln Building
El Lincoln Building és un immoble d'oficines situat al núm. 60 del carrer 42 de Nova York, davant l'estació Grand Central Terminal.
Va ser acabat el 1930. L'arquitectura d'estil neogòtic és deguda a James Edwin Ruthvin Carpenter. Aquest gratacel ateny 205 metres d'alçària i té cinquanta-tres pisos.
Encara que sigui de dimensions més reduïdes que d'altres construccions del barri, com els Chrysler Building i MetLife Building, el Lincoln presenta característiques interessants: les seves finestres gòtiques al cim, el seu hall, i una estàtua de bronze representant Abraham Lincoln, realitzada per Daniel Chester French.